# 米迦勒·寇哈斯
《米迦勒·寇哈斯》是一部德國文學家海因里希·馮·克萊斯特創作的中篇小說，該故事原型為十六世紀時，馬商漢斯·寇哈瑟（Hans Kohlhase）對神聖羅馬帝國薩克森選帝侯發起的私人戰爭。在1808年六月時，克萊斯特在他的文學期刊Phöbus第六卷發表該作品的部份。完整作品於1810年時出版在克萊斯特中篇小說集的第一部。
本書具兩現代小說的特點：狂熱地追求正義的主題，以及作為編年史所達到具存在主義抽離特質的特色。這兩特點比其他現代作家早於一個多世紀就被寫出。

## 歷史上的寇哈瑟
十六世紀時，馬商漢斯·寇哈瑟住在布蘭登堡邊境領土施普雷河(Spree)上的策恩(Cölln)市(現併入柏林市範圍)。在西元1532年的十月，他旅行至鄰近的薩克森尼選帝國參加萊比錫的交易博覽會。
在半路上，領主馮·札舒維茲(von Zaschwitz)扣留了他兩匹馬，作為通行過薩克森尼的費用。他向薩克森法庭提出協調卻未果。
寇哈瑟在憤怒之下，公然挑戰當權者，並焚毀維藤別格的房舍，即使馬丁路德的責難信也沒能勸阻他，而寇哈瑟與他聚集的團體更犯下進一步的恐怖行動。
西元1540年，他終於被捕獲及審判，並在該年三月22日於柏林公開處以死亡輪。 就此歷史事件，克萊斯特篆寫了一本小說，其主軸以悲劇為主，貫穿個人對公平正義的追求，以及對法律與社會的挑戰。

## 故事大綱
布蘭登堡的馬商米迦勒·寇哈斯領隊前往薩克森尼的途中，被領主芬澤馮特隆卡(Wenzel von Tronka)的官員拘留。該官員宣稱寇哈斯沒有正式的輸送文件，並要求他留下兩匹馬做為擔保。
在薩克森首都，德勒斯登，寇哈斯發現擔保書完全是偽造的，他隨之要求返還他的馬匹。當他來到特隆卡領主的城堡時，他發現他的馬匹因繁重的工作而造受折磨，他的顧員為了保護馬匹免於虐待而被毆打重傷。
寇哈斯控訴領主，要求賠償他顧員應得的醫療支出，還有讓他的馬匹回復健康。一年後，他發現領主運用其親戚的政治影響力，否決他的案件。寇哈斯依舊堅持申張他的權力，在布蘭登堡選帝侯的支持，以及未婚妻的拼死幫助下，卻還是失敗。他的未婚妻為了幫他，親身向薩克森尼選帝侯請願，卻遭到選帝侯的衛士杖擊，返回家後沒多久便宣告不治。
因為領主與其家族在司法系統上的阻撓，寇哈斯決定訴諸犯罪行為，他進行一場私人戰爭。他與另外七人先是摧毀了領主的城堡，殺了在城堡中的所有僕役，不分男女老少，而領主卻逃到了路德城維滕貝格。寇哈斯釋放他的馬匹，但將馬都留在城堡中，以便帶領他那逐漸壯大的軍隊前往維藤堡，去抓捕那名領主。雖然有四百多人隨他多次攻打維藤堡，卻未能成功抓到領主。在馬丁路德個人的調停下，他安排了對寇哈斯的赦免，薩克森尼選帝侯還批准了寇哈斯對領主的控訴。未料領主又發揮他家族的影響力，讓寇哈斯被關入地牢中。
雖然布蘭登堡的選帝侯設法將寇哈斯釋放，但此同時，薩克森尼已經告知在維也那的皇帝，而柏林當地的統治者也感受到這種叛亂行為的威脅，所以決定嚴懲。即便布蘭登堡選帝侯據裡力爭想援救，但寇哈斯還是被叛死刑。不過，寇哈斯有份私人文件，其中有關於薩克森尼家族的重要事項。
當寇哈斯被送至刑場時，他發現薩克森選帝侯經偽裝混在人群之中。此時，他的律師告知他，他控告領主的案子獲得勝訴，他的顧員可以得到傷害上的補償，且他的馬也在好好照料後，變得健康。寇哈斯覺得正義已被申張而感到滿意，所以欣然接受處刑。然而，在行刑前，他打開脖子上的項鍊，裝取出有關於薩克森尼家族文件的，並且吞了下去。薩克森選帝侯因此感到釋壓後昏倒，而寇哈斯即被斬首。

## 政治背景
十九世紀初期，戰事上普法戰爭遭拿坡倫擊敗，以及因為日爾曼主政者為了追求戰略上與拿坡倫政權的託協，造成主權上的不穩定，這兩種狀況讓普魯士中的不滿情緒上升。克萊斯特實際上反對法國，並認為日爾曼政權有重組的必要性。他透過寇哈斯的角色定位來表達他的政治理想，避免被認定為政治煽動。

## 影響
在卡夫卡的唯二公開露相的其中一次，他曾朗讀米寇哈斯的段落。他曾說，他很難不帶著淚水與熱情來思考這部作品。
E·L·多克托羅在1975年發表的拉格泰姆時代也用了類似的劇情，還有要角之一亦名為寇豪斯·沃克。多克託羅自己曾說他的作品多少有向克萊斯特的故事至敬。
J. M. Coetzee於1983年出版的小說《米迦勒K的一生》(Life & Times of Michael K)被認為是受到《米迦勒·寇哈斯》的影響。
德國作家徐四金於1985年出版的《香水》有著與《米迦勒·寇哈斯》相似的開頭。

## 改編電影
- 1969年同名德國電影《Michael Kohlhaas - Der Rebell》，由Volker Schlöndorff指導，大衛·華納主演[7]。
- 1999年HBO自製電視電影《終極獵殺》（The Jack Bull），由John Badham導演，約翰·庫薩克主演。背景改編在美國西部時代的俄懷俄明州[8][9]。
- 2013年同名法國電影《最後的正義》（Michael Kohlhaas），由Arnaud des Pallières導演，麥斯·米克山主演。[10][11]。

## 外部連結
- Michael Kohlhaas in The German Classics: Masterpieces of German Literature Translated into English, Vol. 4 (c. 1914), p. 308. Translated by Frances H. King. (see also Project Gutenberg （页面存档备份，存于） version).
- Michael Kohlhaas in Tales from the German, Comprising Specimens from the Most Celebrated Authors (1844), p. 165. Translated by John Oxenford and C. A. Feiling.